# Aeterni Patris Filius
Aeterni Patris Filius (в превод от латински: Вечният син) е папска була, издадена от папа Григорий XV на 15 ноември 1621 г., с която се регламентират някои нови правила за избиране на римския папа.

## По важни постановления
Римският папа може да бъде избран посредством три форми за избиране: чрез гласуване, чрез компромис, и чрез вдъхновението на Светия Дух.
Изборите на нов папа се извършват от кардиналите на папски конклав. Гласуването се извършва два пъти дневно, с тайни бюлетини и нов папа може да бъде избран с гласовете на две трети от кардиналите.
На кардиналите под страх от отлъчване от църквата, се забранява да сключват договори и споразумения, да вземат подкупи, да дават обещания и поемат на задължения във връзка с изборите на папа, както и да си служат със заплахи, знаци или действия, посредством които може да се повлияе на гласуването.